# Jazgarzew
Jazgarzew – wieś sołecka w Polsce położona w województwie mazowieckim, w powiecie piaseczyńskim, w gminie Piaseczno.
Wieś położona ok. 30 km na południe od centrum Warszawy, w odległości 4 km od Piaseczna (dawna Ziemia czerska).
Wieś szlachecka Jasgarzewo położona była w drugiej połowie XVI wieku w powiecie czerskim  ziemi czerskiej województwa mazowieckiego. Do 1954 należała i była siedzibą władz gminy Jazgarzew, następnie, do 1972 r., gromady Jazgarzew. W latach 1975–1998 miejscowość administracyjnie należała do województwa warszawskiego.
Jazgarzew jest siedzibą parafii Św. Rocha.

## Etymologia nazwy
Etymologia nazwy Jazgarzew nastręcza pewne trudności. Niektórzy usiłują wyprowadzać ją od ryby jazgarza, która rzekomo miała żyć w pobliskiej rzece Jeziorce. Więcej zdaje się mieć racji E. Kucharski mówiąc, że jazgarz (od gockiego wyrazu asg-areis) to popielarz, czyli człowiek wytapiający potas lub żelazo z rudy.
Gleba, szczególnie w Gołkowie, posiada sporą domieszkę rudy żelaznej. W okresie I wojny światowej tzw. pułk litewski próbował w miejscu dzisiejszej cegielni wydobywać rudę, ale okazała się małoprocentowa.

## Historia
Na podstawie dostępnych nam źródeł rękopiśmiennych możemy ustalić, że erekcja kościoła w Jazgarzewie miała miejsce w 2. połowie XIV wieku, co jednak nie wyklucza możliwości wcześniejszej erekcji. Pierwszą pewną datę posiadamy z aktu erekcji kościoła w Powsinie, którego świadkami w roku 1398 byli specjalnie do tego powołani proboszczowie: Woisław z Jazgarzewa i Bolesta z Cieszewa. Skoro więc jazgarzewski proboszcz był świadkiem tego aktu, to niewątpliwie w Jazgarzewie musiał już wtedy istnieć nie tylko kościół, ale i parafia.
Pierwszy kościół parafialny w Jazgarzewie powstał w 2. połowie XIV wieku. Był to kościół drewniany, stał na tym samym miejscu co i dzisiejszy kościół, w pobliżu rzeki Jeziorki. 
W 1763 r. ks. proboszcz Stanisław Brylski od fundamentów rozpoczął budowę nowego kościoła, ponieważ po upływie 400 lat nie nadawał się już do gruntownego remontu. Przed konsekracją kościoła Księża Misjonarze przeprowadzili misję, by duchowo przygotować parafian do tej uroczystości. Opis tego kościoła podaje wizytacja generalna z 1778 r.
Długość jego wynosiła 33,5 a szerokość 17 łokci miary krawieckiej. 11 listopada 1765 r. ks. Jerzy Mikołaj Hylzen, były biskup smoleński, dokonał konsekracji tego kościoła.
W 1908 roku odnowieniem kościoła zajmował się ks. prob. Ludwik Pietrzykowski, a w czasie I wojny światowej, w 1915 r. kościół ten spłonął od pocisków armatnich. Przez kilka miesięcy nabożeństwa były odprawiane na plebanii, a potem w murach spalonej wikariatki urządzono kaplicę.
W okresie od 1 października 1923 do 19 sierpnia 1928 r. staraniem miejscowego proboszcza ks. kanonika Ryszarda Borkowskiego (zm. 1942 r.) z dobrowolnych ofiar stanął nowy, murowany kościół. 13 października 1929 r. ks. biskup Stanisław Gall dokonał jego konsekracji.
W okresie budowy nowego kościoła mieszkańcy Jazgarzewa przywiązani do starego miejsca, odrzucili propozycję właścicielki majątku Wólka Kozodawska, która dawała 20 mórg ziemi stawiając warunek, żeby zlokalizowano kościół w pobliżu cmentarza grzebalnego.
Nie skorzystano również z sugestii, by budować kościół na wzgórzu w Gołkowie, na placu, który potem oddano pod budowę murowanej i nie dokończonej remizy strażackiej. Nie stałby on na miejscu wilgotnym z powodu bliskości rzeki, a ponadto nie byłoby potrzeby tworzenia parafii w Zalesiu Dolnym.
W Jazgarzewie, podobnie jak i w innych parafiach, cmentarz znajdował się przy kościele. Archiwum parafialne nie zachowało nam żadnych szczegółów dotyczących cmentarza w XV i XVI w.
W 1814 r. cmentarz przy kościele okazał się za ciasny. Na polu w pobliżu Jazgarzewa utworzono nowy cmentarz, który w odróżnieniu od starego zwano niekiedy polowym (Coemeterium campestre).

## Sport
W Jazgarzewie w 1992 roku powstał klub piłkarski LKS Sparta Jazgarzew(obecnie:LKS Sparta "Bisk" Jazgarzew). Pierwsza drużyna gra w IV lidze, druga w A-klasie (7 liga). Ma drużyny młodzieżowe r.1993 i młodsi, r.1995 i młodsi oraz r.1997/1998. W 2010 roku powstała drużyna Orlików 2000/2001.

## Znani ludzie związani z miejscowością
- W Jazgarzewie urodził się Mieczysław Słowikowski − generał brygady Wojska Polskiego, twórca Agencji Afryka.[8]
- Na cmentarzu parafialnym w Jazgarzewie zostały pochowane w grobie rodzinnym Jaroszów siostry Prymasa Polski Stefana kardynała Wyszyńskiego Janina Jurkiewicz i Stanisława Jarosz. Spoczywa tam również architekt Andrzej Gruszecki[9]. Na tejże nekropolii znajduje się także grób pisarza Sławomira Łubińskiego, autora powieści Ballada o Januszku[10].